# موزه راه‌آهن استانبول

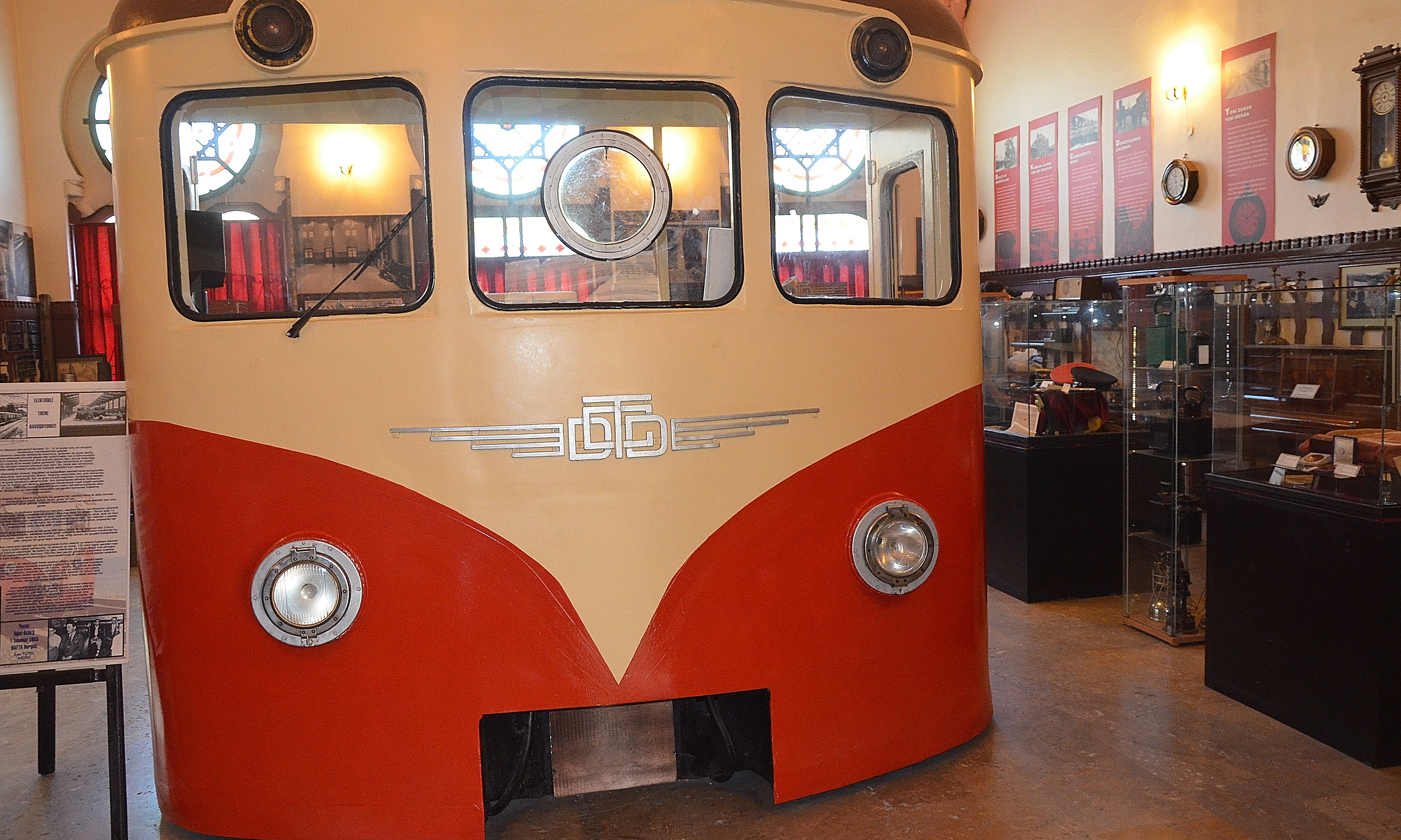
نمای جلوی لوکوموتیو قطار مسافری با ابزار مهندسی، در داخل موزه راه‌آهن استانبول

موزه راه‌آهن استانبول (به ترکی استانبولی: İstanbul Demiryolu Müzesi) واقع در ترمینال تاریخی استانبول سرکیسی در محله سیرکچی ناحیه فاتح در استانبول، ترکیه است. این موزه در ۲۳ سپتامبر ۲۰۰۵ افتتاح شد و توسط راه‌آهن دولتی ترکیه (TCDD) اداره می‌شود.
این موزه در ترمینال راه‌آهن و در سال ۱۸۸۸ ساخته شده و در سال ۱۸۹۰ افتتاح گردید، در حال حاضر حدود ۳۰۰ مورد تاریخی را در معرض نمایش قرار داده است. این نمایشگاه دارای ۱۴۵ متر مربع (۱٬۵۶۰ فوت مربع) مساحت است، و شامل بخش‌هایی از قطارها و ایستگاه‌های راه‌آهن، عکس‌ها و اسناد مرتبط با آنها می‌باشد. وسایل دیگر نمایشگاه شامل خدمات مبلمان و وسایل نقره‌ای ماشین‌های ناهارخوری، تجهیزات اداری ایستگاه، کابین راننده یک قطار برقی، قطعات سازنده برخی از ماشین‌های ریلی تاریخی TCDD، صفحات هشدار دهنده و ساعت و زنگ ایستگاه به نمایش گذاشته شده است.
بر اساس گزارشها در سال ۲۰۰۶ تعداد ۵۲٬۷۷۴ نفر، از جمله ۳۱٬۱۵۳ گردشگر خارجی از این موزه بازدید کردند.

## بازدید

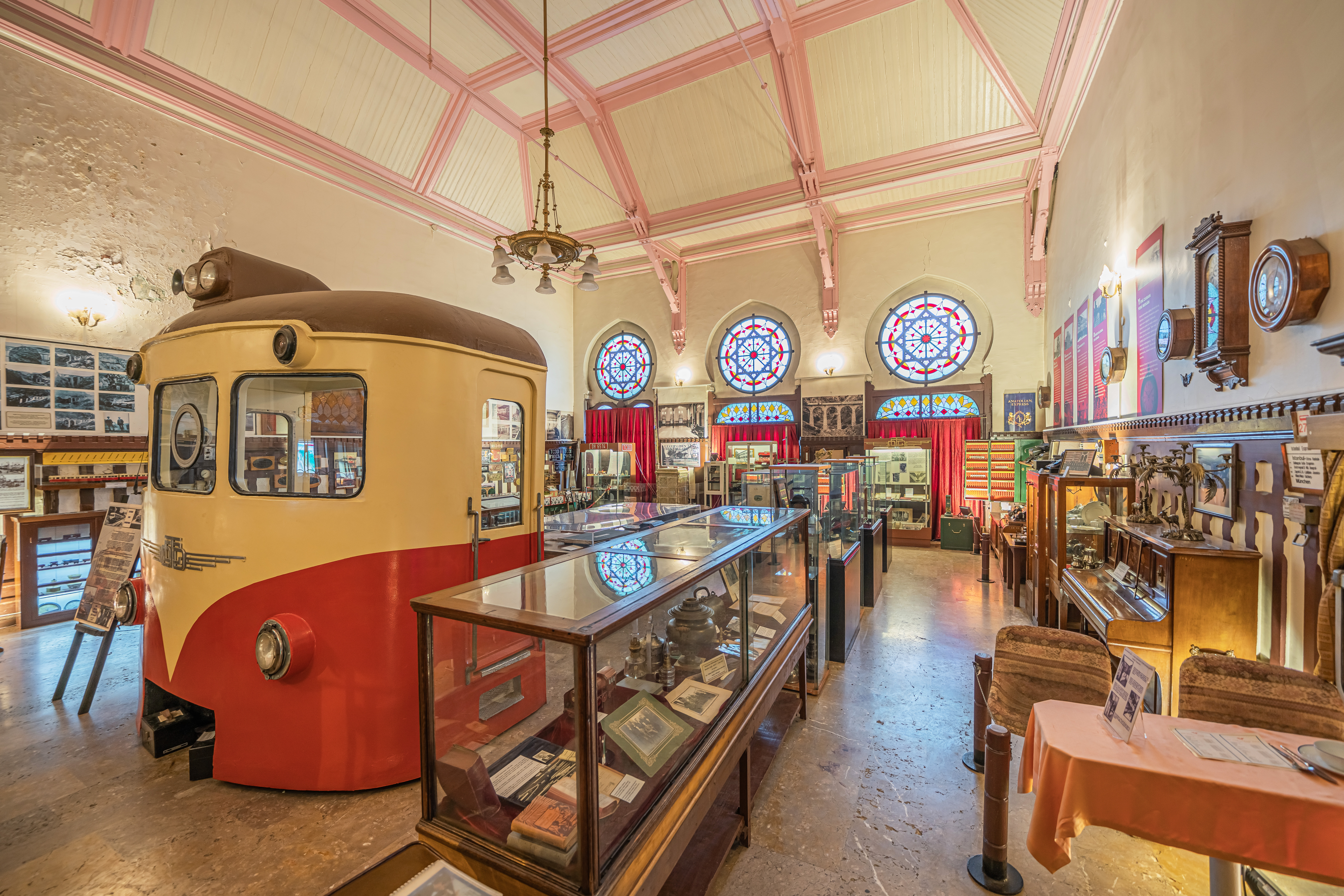
نمایی از داخل موزه راه‌آهن در منطقه سیرکچی استانبول

این موزه همه روزه به جز روزهای یکشنبه و دوشنبه از ساعت ۰۹۰۰ تا ۱۷۰۰ باز بوده و بازدید از آن رایگان است.
نشانی:
ترمینال استانبول سرکیسی
سرکیسی، استانبول